# New York Telegraph Act de 1848
 
Le New York Telegraph Act de 1848 est une loi votée dans l'État de New York le 12 avril 1848, qui a servi de modèle économique et juridique pour la régulation du télégraphe, en donnant la priorité aux envois de la presse et en facilitant la création de nouvelles compagnies. Cette loi a influé sur les législations qui ont suivi, selon les historiens, en particulier le Telegraph Act de 1869 en Angleterre.

## Histoire
En 1848, au moment du vote du New York Telegraph Act de 1848, seules un petit nombre de sociétés détiennent les brevets pour utiliser et valoriser l'invention de Samuel Morse et Amos Kendall en contrôle les trois-quarts. Le scientifique écossais Alexander Bain dépose un brevet sur un autre type de télégraphe, qui est rapidement utilisé par la "New England Telegraph Company" de Henry O'Rielly. Cette dernière va créer une ligne menant de New York aux villes côtières du nord, qui permet de contourner les compagnies de télégraphe utilisant les brevets de Samuel Morse. Cette concurrence permet d'obtenir un accès plus large aux nouvelles, venues d'Europe par le port canadien d'Halifax, pour les télégraphier ensuite à New York rapidement. 
Les monopoles locaux sont d'autant plus mal perçus par les clients, parmi lesquels les journaux, qu'ils s'accompagnent d'une politique commerciale du « premier arrivé premier servi », qui leur est délivrée dans plusieurs états sur la base d'une législation favorable. En 1848, le "New York Télégraph Act" veut non seulement encourager la concurrence dans l'industrie naissante du télégraphe, mais reconnaître la mission d'intérêt général de la presse. Les messages d'informations de la presse doivent avoir la priorité sur les lignes, en termes de rapidité, sur les autres messages. Cette disposition permet aux médias de contourner le principe du "premier arrivé premier servi". L'autre disposition importante de la loi est de simplifier et faciliter la création des compagnies de télégraphe. L'État de New York est le seul à donner cette priorité aux médias. Les législations de tous les autres états américains votées à la même époque ne donnent la priorité qu'aux messages du gouvernement. Ensuite, les prix ont très rapidement chuté de moitié en raison de l'arrivée de nouveaux concurrents. Les conséquences sont immédiates sur les marchés de matières premières: alors qu'en 1846 les prix du blé et du maïs à Buffalo étaient en retard de quatre jours sur ceux de New York, ils sont les mêmes au jour le jour en 1848, grâce aux arbitrages permis par les échanges télégraphiques.
Les États-Unis comptent à partir de l'année 1850 un total de 20 sociétés de télégraphe, dont la moitié dans l'État de l'Ohio, qui est un axe de pénétration vers l'ouest du continent. Selon les historiens, cette concurrence a été encouragée par le New York Telegraph Act de 1848, qui a pour certains autres auteurs finalement favorisé l'émergence, à plus long terme, d'une industrie du télégraphe très concentrée, mais à partir des années 1880, avec l'apparition d'opérateurs puissants et la prise de contrôle de la Western Union par Jay Gould en 1881. La loi new-yorkaise a eu en particulier pour effet d'inciter les opérateurs de télégraphe comme Hiram Sibley à se coordonner avec les compagnies de chemin de fer.
Le New York Telegraph Act de 1848 s'est inspiré des débats qui avaient eu lieu lors de l'élaboration de la loi sur les chemins de fer de 1844 en Angleterre qui permettait, dans sa première version, au gouvernement de reprendre en rachetant avant terme les concessions accordées. Le gouvernement va finalement décider de retirer cette clause de la loi, en échange de l'obligation pour les compagnies d'offrir au moins un train de 3e classe par jour sur chaque ligne, donnant naissance ce qui est resté dans les mémoires des anglais jusqu'aux XXe siècle comme les "parlementary trains". Il a aussi été à l'origine d'une loi nationale sur le télégraphe aux États-Unis en 1866: le premier projet de loi d'envergure fédérale dans ce domaine a été adopté l'année de son dépôt.
Le texte new-yorkais a influencé à son tour la loi anglaise, vingt ans plus tard, combattue par les compagnies de télégraphes et de chemin de fer, aux conseils d'administration souvent consanguins. Un accord financier avait finalement été trouvé entre eux et le gouvernement, mais il n'a pas empêché la nationalisation, votée lors du Telegraph Act de 1869 instituant des tarifs attractifs pour les agences de presse et qui a fait craindre des mesures fortes aux États-Unis aussi. Le nombre de messages télégraphiques en Angleterre est passé de 6,6 millions par an à 26,5 millions dans les dix années qui ont suivi et la France a voté à son tour les lois sur le télégraphe de 1878. Aux États-Unis, John Sherman a travaillé sur le New York Télégraph Act de 1848, au moment de la rédaction de sa loi contre les monopoles, le Sherman Antitrust Act du 2 juillet 1890, étape importante de la naissance du droit de la concurrence moderne.